# Walter Voss (Politiker, 1909)
Walter Voss (* 2. November 1909 in Herbede; † 4. November 1963) war ein deutscher Politiker (SPD). Er war von 1950 bis 1954 Mitglied des Landtags von Nordrhein-Westfalen.

## Leben
Walter Voss besuchte die Volksschule und absolvierte dann zwischen 1924 und 1927 eine kaufmännische Ausbildung im Steinkohlenbergbau. Anschließend war er bei verschiedenen Industriebetrieben als kaufmännischer Angestellter beschäftigt. 
Voss war seit 1925 Mitglied der Gewerkschaft Bergbau. Nach dem Zweiten Weltkrieg wurde er Mitglied der IG Metall und Erster Vorsitzender des SPD-Ortsvereins Werdohl. Im Jahr 1948 wurde er Stadtverordneter und Fraktionsvorsitzender des Rates der Stadt Werdohl, 1950 wurde er stellvertretender Bürgermeister. Voss wurde in der zweiten Wahlperiode als Direktkandidat der SPD im Wahlkreis 125 (Altena-Land-Ost) in den nordrhein-westfälischen Landtag gewählt. Er war Abgeordneter vom 5. Juli 1950 bis zum 4. Juli 1954.